# Simeó de Guinda i Apeztegui
Simeó de Guinda i Apeztegui (Espartza, 1660 - Sant Julià de Lòria, 27 d'agost de 1737) fou un eclesiàstic, copríncep episcopal d'Andorra i bisbe d'Urgell entre el 1714 i 1737. Doctor en teologia a Pamplona, va ser canonge de la col·legiata de Roncesvalles i abat de la col·legiata de Sant Isidor de Lleó, ambdues dels agustins. Va ser proposat pel Bisbat d'Urgell pel jesuïta confessor de Felip V dit Pare Robinet, el 30 d'octubre de 1713 a Madrid.
Va prendre un clar posicionament de defensa dels drets d'Andorra i dels coprínceps davant les pressions derivades del decret de Nova Planta de Felip V del 1716 i la seva equívoca aplicació, per part de les noves autoritats espanyoles.
El 1717 va aconseguir que no es tanqués el col·legi de la Companyia de Jesús a la Seu d'Urgell, per l'ordre reial de suprimir totes les universitats i escoles de filosofia i teologia de Catalunya i concentrar l'ensenyament a la nova universitat de Cervera, al·legant pobresa i aïllament i aconseguint ser l'única excepció feta.
El 1722 va fundar a la Seu d'Urgell un convent de monges de la Companyia de Mare Nostra Senyora, d'origen francès, dedicat a l'ensenyament de noies, i que va continuar actiu fins al 1999. El 1727 va publicar el ritual eclesiàstic del bisbat d'Urgell en dos volums, impresos a Barcelona. El text fou escrit en llatí i català. El 1728 va fer publicar un Breu Compendi de la doctrina cristiana, a Vic, de 216 pàgines, que va servir de catecisme. Va ser escrit en llatí pels eclesiàstics i en català per les parts adreçades als creients. Ambdues publicacions, mostraven la seva vitalitat i coneixement així com la seva voluntat de separació del poder religiós respecte del polític. El 1736 va aconseguir que Sant Ermengol fos reconegut com a sant a tots els dominis del rei d'Espanya, més enllà del propi bisbat d'Urgell.